# National Film Archive of Japan
Le National Film Archive of Japan (国立映画アーカイブ, Kokuritsu Eiga Ākaibu) est une institution administrative indépendante depuis avril 2018 et est l'un des six musées d'art national japonais. Il est spécialisé dans la préservation et l'exposition de l'héritage cinématographique du Japon.

## Historique
L'institution est fondée en 1952 en tant que section cinémathèque du Musée national d'Art moderne de Tokyo (MOMAT) à Kyōbashi, où le musée a été initialement créé, dans un quartier où existaient à l'époque Meiji de nombreux cinémas ainsi que l'ancien siège de la Nikkatsu.
Lorsque le MOMAT déménage à Chiyoda, la section de la cinémathèque est élargie en 1970 et prend le nom de National Film Center (NFC). Le bâtiment devenant progressivement obsolète au fil des ans, il est entièrement reconstruit par l'architecte Yoshinobu Ashihara et rouvre ses portes en 1995.
Le 1er avril 2018, le NFC acquiert son indépendance vis-à-vis du MOMAT pour devenir le National Film Archive of Japan (NFAJ),.